# 洪毅 (1954年)
洪毅（1954年6月—），男，汉族，山东齐河人，中华人民共和国政治人物。湖南大学电机系电器仪表专业毕业，电气工程系理论电工专业研究生学历，工学硕士。

## 生平
1986年6月加入中国共产党。历任湖南大学助教、讲师、副教授、教授、研究生部主任、校长助理、副校长，甘肃工业大学（现兰州理工大学）常务副校长、校长，甘肃省经贸委副主任，中共张掖地委书记，中共甘肃省委秘书长、省直机关工委书记等职。2000年11月获任中共甘肃省委常委，2004年3月改兼省委组织部部长。
2005年7月，任国家行政学院党委委员、副院长。2015年12月，被免去国家行政学院党委委员、副院长职务。